# ライアン・ウェストモアランド
ライアン・マイケル・ウェストモアランド（Ryan Michael Westmoreland, 1990年4月27日 - ）は、アメリカ合衆国ロードアイランド州ニューポート郡ニューポート出身の元プロ野球選手（外野手）。右投左打。

## 経歴
2008年のMLBドラフト5巡目（全体172位）でボストン・レッドソックスから指名され、プロ入り。
2009年、傘下のA-級ローウェル・スピナーズでプロデビュー。60試合に出場して打率.296、7本塁打、35打点、19盗塁を記録した。
しかし2010年、「海綿状血管腫」であることが判明し、脳の手術を受けることになった。以降、復帰を試みるも試合出場は無く、2013年3月に引退を表明した。
2014年1月にはA-級ローウェルでプレー時に着用していた背番号25が同球団の永久欠番となった。